# گرینزبورو بند، ورمانت
گرینزبورو بند (به انگلیسی: Greensboro Bend) یک منطقهٔ مسکونی در ایالات متحده آمریکا است که در Greensboro واقع شده‌است. گرینزبورو بند ۲۳۲ نفر جمعیت دارد و ۳۵۹٫۰۶ متر بالاتر از سطح دریا واقع شده‌است.